# Weinmannia minutiflora
Weinmannia minutiflora là một loài thực vật có hoa trong họ Cunoniaceae. Loài này được Baker mô tả khoa học đầu tiên năm 1884.